# Zana
För andra betydelser, se Zana (olika betydelser).
Zana är ett kurdiskt förnamn som betyder "den som vet".